# Le Ciel de la Baltique
Pour plus de détails, voir Fiche technique et Distribution.
Le Ciel de la Baltique (Балтийское небо) est un film soviétique réalisé par Vladimir Venguerov, sorti en 1960,. Il s'agit d'une adaptation cinématographique d'un roman du même nom de Nikolaï Tchoukovski (ru).

## Synopsis
Pendant le blocus de Leningrad, on suit la vie quotidienne des habitants de la ville ainsi que le sort de l'escadrille de chasse I-16 de l'un des régiments de la KBF Air Force sous le commandement du capitaine Rassokhine (Mikhail Ulyanov) en parallèle d'une histoire d'amour entre la jeune Sonia (Lioudmila Gourtchenko) et du pilote Tatarenko (Oleg Borissov).

## Fiche technique
- Titre : Le Ciel de la Baltique
- Titre original : Балтийское небо
- Réalisation : Vladimir Venguerov
- Scénario : Nikolaï Tchukovski
- Photographie : Genrikh Marandjian
- Musique : Isaak Chvarts
- Décors : Viktor Voline
- Montage : Stèra Gorakova
- Production : Lenfilm
- Pays : URSS
- Sortie : 1960

## Distribution
- Piotr Glebov : Konstantin Lunine
- Vsevolod Platov (ru) : Serov, pilote
- Mikhaïl Oulianov : Rassokhine, pilote
- Rolan Bykov : Kabankov, chef d'escadrille
- Mikhaïl Kozakov : Bayseitov, pilote
- Nikolai Klyuchnev : Chepyolkine, ppilote
- Eve Kivi : Hilda, cuisinière
- Inna Kondrateva : Maria Sergeïevna
- Aleksandr Violinov : Mednikov
- Lioudmila Gourtchenko : Sonia Bystrova
- Oleg Borissov : Tatarenko, pilote
- Viktor Perevalov : Slava Bystrov
- Fyodor Chmakov : Uvarov
- Pavel Usovnichenko : Proskuryakov
- Panteleymon Krymov : Khovrine
- Boris Arakelov : chauffeur
- Marina Blinova : épisode
- Viktor Brits : ouvrier
- Valentina Schemberg :
- Lilia Gourova :
- Ivan Krasko :
- Stepan Krylov : Charapov, marin
- Ivan Selianine :
- Serioja Chabanov  : épisode
- Vladimir Volchik :
- Vassili Volkov :
- Lioudmila Volynskaïa :
- Gueorgui Jjionov : chauffeur